# Spartaco Albertarelli

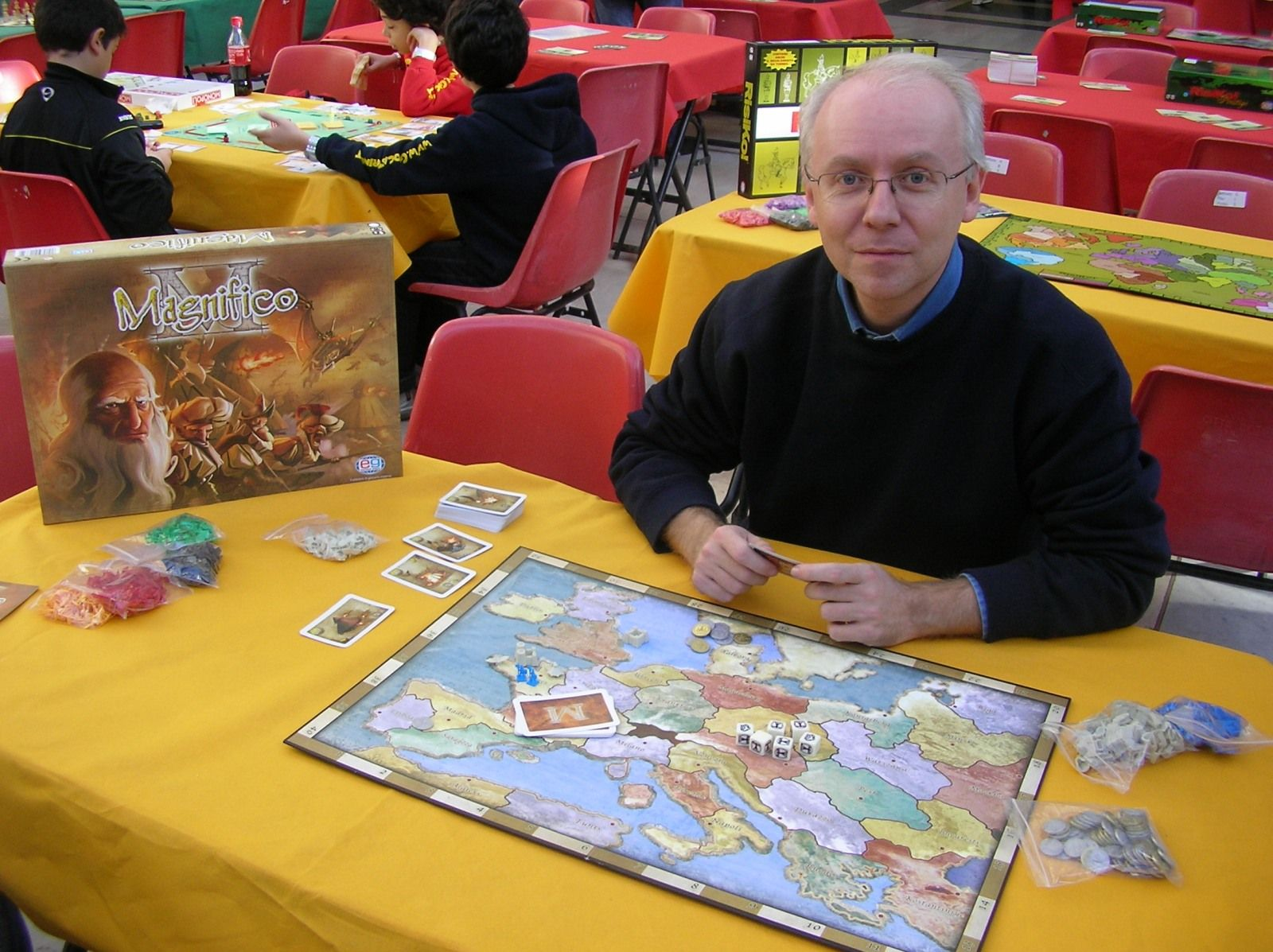
Spartaco Albertarelli

Spartaco Albertarelli (* 1963 in Mailand, Italien) ist ein italienischer Spieleautor und Journalist.
Albertarelli fing 1987 an Spiele für Editrice Giochi (eg-Spiele) zu entwickeln und auch zu designen. Bis heute hat er über 100 Spiele kreiert, einen Großteil davon für EG. Er hat auch zehn Jahre an Dungeons & Dragons mitgewirkt und seit 1992 an der italienischen Version von Risiko. 2006 gründete er zusammen mit seinen Arbeitskollegen Angelo Zucca, Marianna Fulvi und Elena Prette KaleidosGames - The BoardGame Design Studio, kurz KG-Studios. Ihr Ziel ist, laut eigener Aussage, das designen von neuen Konzepten für den Brettspiel-Markt.

## Auszeichnungen
- Spiel des Jahres
  - 1995: Kaleidos: Auswahlliste
  - 2004: Coyote: Empfehlungsliste
- As d’Or
  - 1995: Category: Buchstaben-und-Trivia-Spiel
  - 1996: Kaleidos: Party-Spiel
- Spiel der Spiele
  - 2006 Pow Wow: Spiele Hit für Viele